# Чехел Сутун
Чехел Сутун (на персийски: چهل ستون) е дворец в Исфахан, намиращ се в средата на паркове край дълъг воден басейн.
Използван е от шах Абас ІІ за посрещане на важни гости, като посланици и висши аристократи. Името му означава „40 колони“ и идва от 20-те колони, които поддържат сградата и, отразени във фонтана отпред, изглеждат като 40. Украсен е с много фрески, показващи исторически събития.
По подобие на двореца Али Капу, Чехел Сутун е украсен с много фрески и рисунки върху керамика. Керамичните изделия изобразяват конкретни исторически сцени, като битката при Чалдиран срещу османския султан Селим I; битката при Тахер-Абад през 1510 г., когато сефевидският шах Исмаил I побеждава и убива узбекския цар. По-новото изображение описва победата на Надер Шах срещу индийската армия в Карнал през 1739 г.
Съществуват и по-малко исторически, но много по-естетически композиции в традиционния миниатюрен стил, които празнуват радостта от живота и любовта.
Градината на двореца Чехел Сутун е сред 9-те ирански градини, регистрирани под името Персийски градини като обект (от общо 23 обекта в Иран) от Списъка на световното културно и природно наследство на ЮНЕСКО.